# Rabejacite
La rabejacite è un minerale.